# Luighi
Luighi Hanri Sousa Santos (San Paolo, 30 aprile 2006) è un calciatore brasiliano, attaccante del Palmeiras.

## Carriera

### Club
Cresciuto nel settore giovanile del Palmeiras, il 24 giugno del 2024 è stato promosso in prima squadra ed il 7 luglio ha esordito tra i professionisti nell'incontro di prima divisione brasiliana vinto 2-0 contro il Bahia; l'11 agosto dello stesso anno ha segnato il suo primo gol con il Verdão mettendo a segno la rete del definitivo 1-1 nella trasferta contro il Flamengo.
Il 28 aprile 2025 ha prolungato il contratto fino al 2029.

### Nazionale
Ha giocato con la nazionale brasiliana Under-17, con cui nel 2023 ha partecipato al campionato mondiale di categoria.

## Statistiche

### Presenze e reti nei club
Statistiche aggiornate al 24 luglio 2025.
| Stagione        | Squadra         | Campionato      | Campionato | Campionato | Coppe nazionali | Coppe nazionali | Coppe nazionali | Coppe continentali | Coppe continentali | Coppe continentali | Altre coppe | Altre coppe | Altre coppe | Totale | Totale | Totale |
| Stagione        | Squadra         | Comp            | Pres       | Reti       | Comp            | Pres            | Reti            | Comp               | Pres               | Reti               | Comp        | Pres        | Reti        | Pres   | Reti   |        |
| --------------- | --------------- | --------------- | ---------- | ---------- | --------------- | --------------- | --------------- | ------------------ | ------------------ | ------------------ | ----------- | ----------- | ----------- | ------ | ------ | ------ |
| 2024            | Palmeiras       | A1/SP+A         | 0+3        | 0+1        | CB              | 0               | 0               | CL                 | 0                  | 0                  | -           | -           | -           | 3      | 1      |        |
| 2025            | Palmeiras       | A1/SP+A         | 8+3        | 1+0        | CB              | 0               | 0               | CL                 | 3                  | 0                  | Cmc         | 1           | 0           | 15     | 1      |        |
| Totale carriera | Totale carriera | Totale carriera | 14         | 2          |                 | 0               | 0               |                    | 3                  | 0                  |             | 1           | 0           | 18     | 2      |        |